# 狗油锥子
《狗油锥子》，又名《砂子岗》、《扎篾锥》，是楚剧剧目。

## 内容
张淑仪、曹藻根据楚剧艺人张幼云口述本整理。内容为杜氏虐待童养媳杨玉珍，邻人见到后均为之不平。有一天，杨玉珍做皮匠的胞兄杨三前来探妹，在邻居夏大伯暗示下用狗油锥子锥杜氏，以泄愤恨，杨三最后接妹妹回家。小旦扮杨玉珍，小生扮杨兄。1956年孝感县楚剧团首演。同年参加湖北省第一届戏曲观摩会演大会，获“剧本挖掘奖”（吴月南饰杜氏，获得二等奖）。剧本由北京宝文堂出版。之后，黄梅采茶戏、东路花鼓戏均有此剧。